# Bahnhof Neuenburg (Baden)
Der Bahnhof Neuenburg (Baden) ist der Bahnhof der badischen Stadt Neuenburg am Rhein im Landkreis Breisgau-Hochschwarzwald. Er liegt an der eingleisigen Bahnstrecke Müllheim–Mülhausen. Der Bahnhof bildet einen Grenzbahnhof zwischen Baden (Deutschland) und dem Elsass (Frankreich) und wird gleichermaßen von Zügen der DB sowie der SNCF bedient.

## Lage
Der Bahnhof Neuenburg liegt am südlichen Stadtrand von Neuenburg in einem Gewerbegebiet, wenige Meter von einem kleinen Einkaufszentrum entfernt. Rund anderthalb Kilometer nordwestlich befindet sich die Staatsgrenze zwischen Deutschland und Frankreich. Seine Adresse lautet Beim Bahnhof 2.

## Geschichte
Der Bahnhof Neuenburg wurde 1878 im Rahmen der Errichtung der Bahnstrecke Müllheim–Mülhausen eröffnet.
Die nah gelegene Rheinbrücke bei Chalampé wurde im Zweiten Weltkrieg zerstört, nach Kriegsende aber wieder aufgebaut. Dennoch endete der grenzüberschreitende Personenverkehr Mitte der 1970er Jahre; im Sommer 1975 verkehrten noch vier Zugpaare zwischen Mulhouse und Müllheim. Neuenburg war fortan Endpunkt der – seit Mai 1965 elektrifizierten – Stichstrecke nach Müllheim. Auch dieser Abschnitt wurde schließlich zum 31. Mai 1980 stillgelegt. Der Bahnhof verlor somit jeglichen Personenverkehr.
Da Machbarkeitsstudien der Strecke einen positiven Kosten-Nutzen-Faktor bestätigen, wurde der Verkehr mit Sonderzügen an ausgewählten Sonn- und Feiertagen ab 2006 wieder aufgenommen. Seit der Verlängerung der Regionalbahnlinie (Offenburg–)Freiburg–Müllheim bis Neuenburg zum Jahresfahrplan 2010 wird der Bahnhof wieder im regulären Verkehr bedient. Ab dem 9. Dezember 2012 kamen täglich bis zu sieben weitere Verbindungen zwischen Baden und dem Elsass hinzu.

## Güterbahnhof
Östlich des Personenhaltes liegt der Bahnhofsteil Neuenburg (Baden) Güterbahnhof mit mehrere Abstell- und Ladegleisen. Hier gibt es auch ein Anschlussgleis zu einem Schwellenwerk. Westlich des Personenbahnhofes zweigt ebenfalls ein Anschlussgleis in ein Industriegebiet ab.

## Verkehr
Neuenburg liegt im Tarifgebiet des Regio-Verkehrsverbundes Freiburg (RVF).

### Nahverkehr
Der Bahnhof wird im Zweistundentakt von Regionalbahnen der Relation Neuenburg–Müllheim(–Freiburg) bedient. An Werktagen außer Samstag besteht teilweise ein Stundentakt. Zum Einsatz kommen Lokomotiven der Baureihe 146 mit Doppelstockwagen und Lokomotiven der Baureihe 111 mit n-Wagen.
Außerdem halten täglich bis zu sieben Verbindungen der Relation Müllheim–Mulhouse, mindestens ein Zugpaar davon wird direkt von/bis Freiburg geführt. Diese Leistungen übernehmen französische Dieseltriebwagen vom Typ X 73900 der TER Alsace.
| Linie | Verlauf | Takt    | Betreiber       |
| ----- | --- | ------- | --------------- |
| RB27  | Neuenburg (Baden) – Müllheim (Baden) – Buggingen – Heitersheim – Bad Krozingen – Norsingen – Schallstadt – Ebringen – Freiburg-Sankt Georgen – Freiburg (Breisgau) Hbf (– Denzlingen – Emmendingen) (einzelne Züge in Tagesrandlage) Stand: Fahrplanwechsel Dezember 2022 | 60 min  | DB Regio        |
| RB28  | (Freiburg (Breisgau) Hbf –) (ein Zugpaar sonn-/feiertags) Müllheim (Baden) – Neuenburg (Baden) – Bantzenheim – Mulhouse-Ville Stand: Fahrplanwechsel Dezember 2022 | 120 min | DB Regio / SNCF |

### Busverkehr
Die Stadt Neuenburg betreibt zusammen mit der Südwestdeutschen Verkehrs-Aktiengesellschaft (SWEG) ein eigenes Stadtbussystem innerhalb der Gesamtgemarkung und zum Bahnhof Müllheim. Damit wurde eine vertaktete Anbindung an die Schnellbahnverkehre ab Freiburg und Basel erreicht. Mit weiteren Buslinien ist die Stadt an das überregionale ÖPNV-System angeschlossen.

## Planungen
Nach der Fertigstellung des dritten und vierten Gleises der Bahnstrecke Mannheim–Basel ist im Rahmen des Konzeptes „Breisgau-S-Bahn 2020“ ein S-Bahn-Betrieb von Mulhouse über Müllheim und Freiburg nach Sasbach im Stundentakt vorgesehen.